# Soběšice (Brno)
Soběšice (německy Obeschitz) jsou městská čtvrť na severním okraji statutárního města Brna. Její katastrální území má rozlohu 6,06 km². Původně samostatná obec byla k Brnu připojena v roce 1971, od 24. listopadu 1990 je součástí samosprávné městské části Brno-sever. Žije zde přibližně 2 300 obyvatel.
V Soběšicích je základní škola, hřbitov, hřiště, klášter klarisek, pomník Mistra Jana Husa i minipivovar. Významným vrcholem je kopec Strom nad sadovou oblastí. Na jeho zalesněném vrcholu se nachází památník kaple svatého Kříže, kterou zde jako výraz díků za odvrácení morové nákazy postavil v letech 1715–1717 brněnský architekt Mořic Grimm. a která zde stávala až do druhé světové války. Nedaleko od památníku je vyhlídka s rozhlednou Ostrá horka. Ve 21. století probíhá v Soběšicích poměrně rozsáhlá výstavba nových rodinných domků.

## Sousedící katastrální území, městské části a obce
Katastrální území Soběšice se rozkládá na severu městské části Brno-sever západně od Melatínského potoka, jehož tok tvoří část jeho východní hranice, a hraničí na jihu s katastrálním územím Obřany (součást městské část Brno-Maloměřice a Obřany), Lesná (rovněž součást městské části Brno-sever) a Sadová (součást městské části Brno-Královo Pole), na západě s katastrálním území Řečkovice (součást městské část Brno-Řečkovice a Mokrá Hora), na severozápadě s katastrálním územím městské části Brno-Jehnice, na severu s katastrálním územím městské části Brno-Ořešín, na severovýchodě a východě s katastrálním územím obce Bílovice nad Svitavou.

## Historický přehled
První písemná zmínka o Soběšicích pochází z roku 1286. V roce 1900 zde žilo 733 obyvatel. Podle sčítání z 1. března 1950 měly Soběšice 298 domů, v nichž žilo 1160 obyvatel, z toho 585 mužů a 575 žen. V souvislosti s radikální druhou katastrální reformou Brna došlo k úpravě jižní hranice soběšického katastru, při níž se původně soběšické parcely 952/1, 952/2, 952/3, 952/4, 952/6, 952/7, 952/8, 952/9, 952/10, 952/11, 952/12, 952/13, 952/14, 952/15 a 952/16 staly součástí nově vytvořeného brněnského katastrálního území Sadová, zatímco k Soběšicím byly připojeny původně obřanské parcely 1087/1, 1087/3 a 1087/4. K Brnu byla dosud samostatná obec připojena 26. listopadu 1971 a začleněna do městského obvodu Brno III. Připojení k Brnu bylo projednáváno 17. července 1971 na veřejném zasedání soběšického MNV pod předsednictvím Františka Šupky. Kromě členů MNV se zasedání zúčastnili také obyvatelé obce a představitelé Brna v čele s primátorem Ing. Vladimírem Štronerem. V projevech a následné diskusi byla občanům přislíbena plynofikace, zřízení vodovodu a kanalizace, oprava vozovky, posílení dopravního spojení s Brnem a vypracování územního plánu. Z přítomných 352 zdejších občanů pak pro připojení k Brnu hlasovalo 352 a proti bylo jen 19. Po připojení proběhlo přejmenování těch sběšických ulic, jejichž názvy byly identické s názvy ulic ve zbytku města. Podle sčítání z roku 1980 měly Soběšice 343 obydlených domů, v nichž žilo 1157 obyvatelV rámci obvodu Brno III pak Soběšice setrvaly až do roku 1990, kdy vznikla současná městská část Brno-sever.

## Obyvatelstvo
| 1869 | 1880 | 1890 | 1900 | 1910 | 1921  | 1930  | 1950  | 1961  | 1970  | 1980  | 1991  | 2001  | 2011  | 2021  |
| ---- | ---- | ---- | ---- | ---- | ----- | ----- | ----- | ----- | ----- | ----- | ----- | ----- | ----- | ----- |
| 332  | 509  | 610  | 733  | 998  | 1 031 | 1 063 | 1 117 | 1 149 | 1 108 | 1 157 | 1 078 | 1 475 | 2 265 | 2 494 |

## Místní aktivity
V brněnských Soběšicích jsou každý rok pořádány tradiční svatováclavské hody. Tyto hody pořádá Hodový výbor Soběšice, z.s. jehož předsedkyní je Simona Zezulová. V roce 2019 Hodový výbor Soběšice, z.s. ve spolupráci s Kulturním střediskem Omega uspořádal také 1. ročník obnovených Kateřinských babských hodů a tím po 32 letech obnovil původní hodovou tradici. Tyto hody se konají vždy v listopadu, kolem svátku svaté Kateřiny. V září roku 2009 začala skupina mladých lidí vydávat časopis pro místní občany pod jménem Sobulák. 24. června 2017 byla v Prvním soběšickém pivovaru uvařena první várka piva.

## Doprava
Denní dopravní spojení zajišťuje dopravní podnik města Brna prostřednictvím autobusové linky č. 57 jedoucí ze zastávky Tomkovo náměstí přes Štefánikovu čtvrť a Lesnou do Soběšic, většinou až do Útěchova (někdy pokračuje až do Vranova), a trolejbusové linky č. 30 jedoucí z Bystrce přes nádraží v Králově Poli do Soběšic, jejíž provoz zajišťují parciální trolejbusy. V noci zajišťuje spojení autobus č. 93 z Hlavního nádraží.

## Osobnosti
- Heinrich Blum – architekt

## Galerie

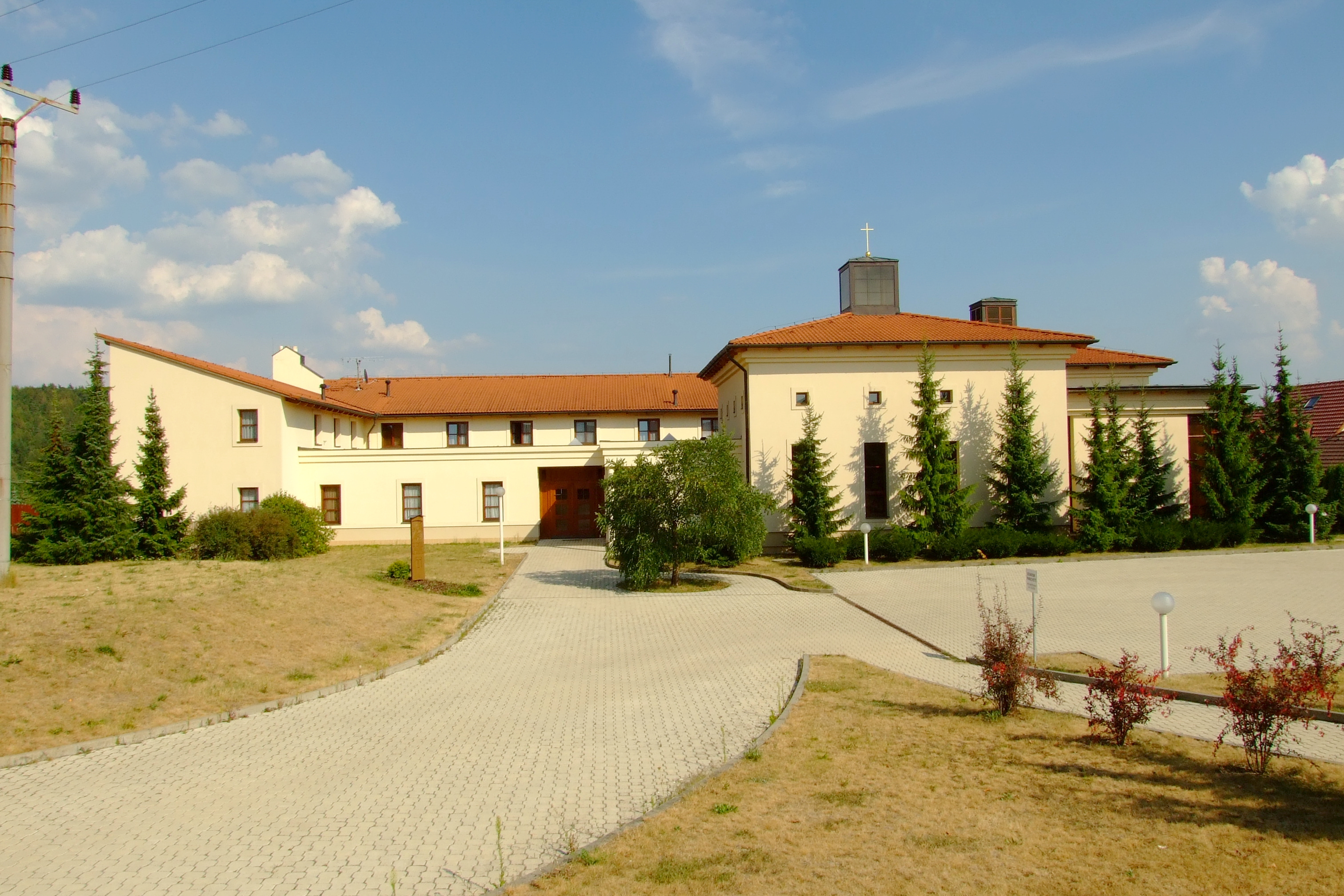
Klášter sester klarisek v severní části Soběšic
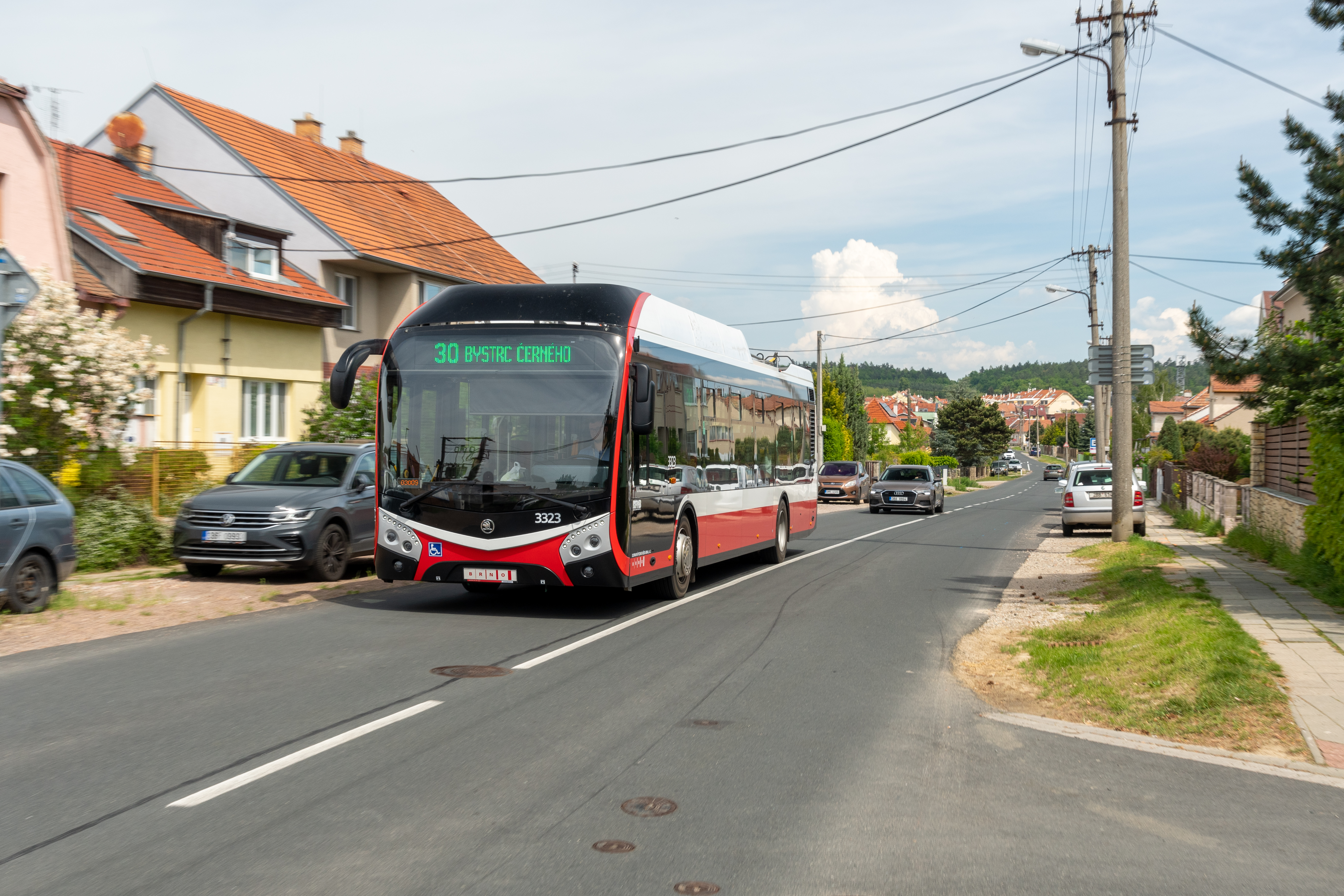
Parciální trolejbus Škoda 32Tr v Soběšicích
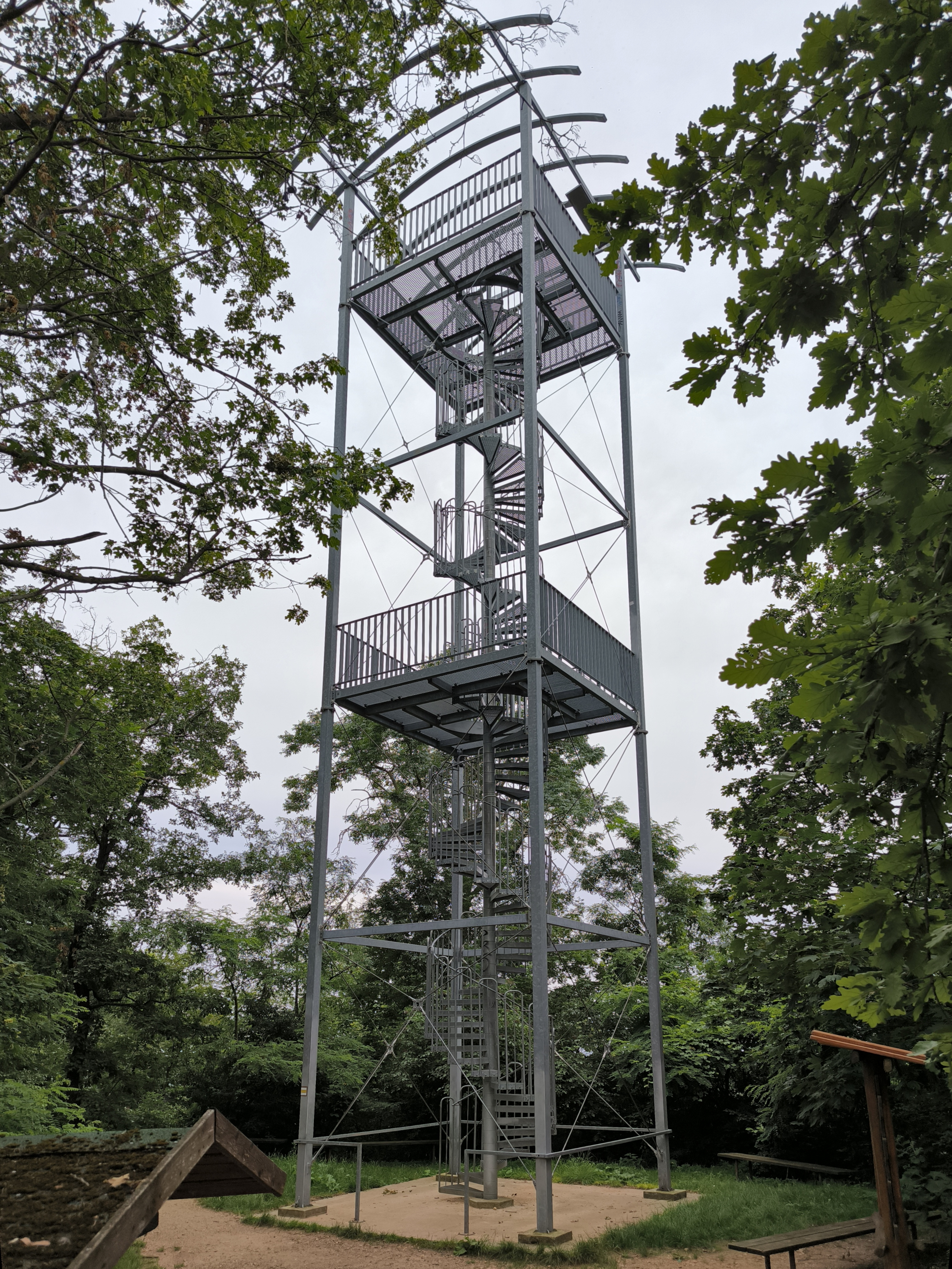
Rozhledna Ostrá horka
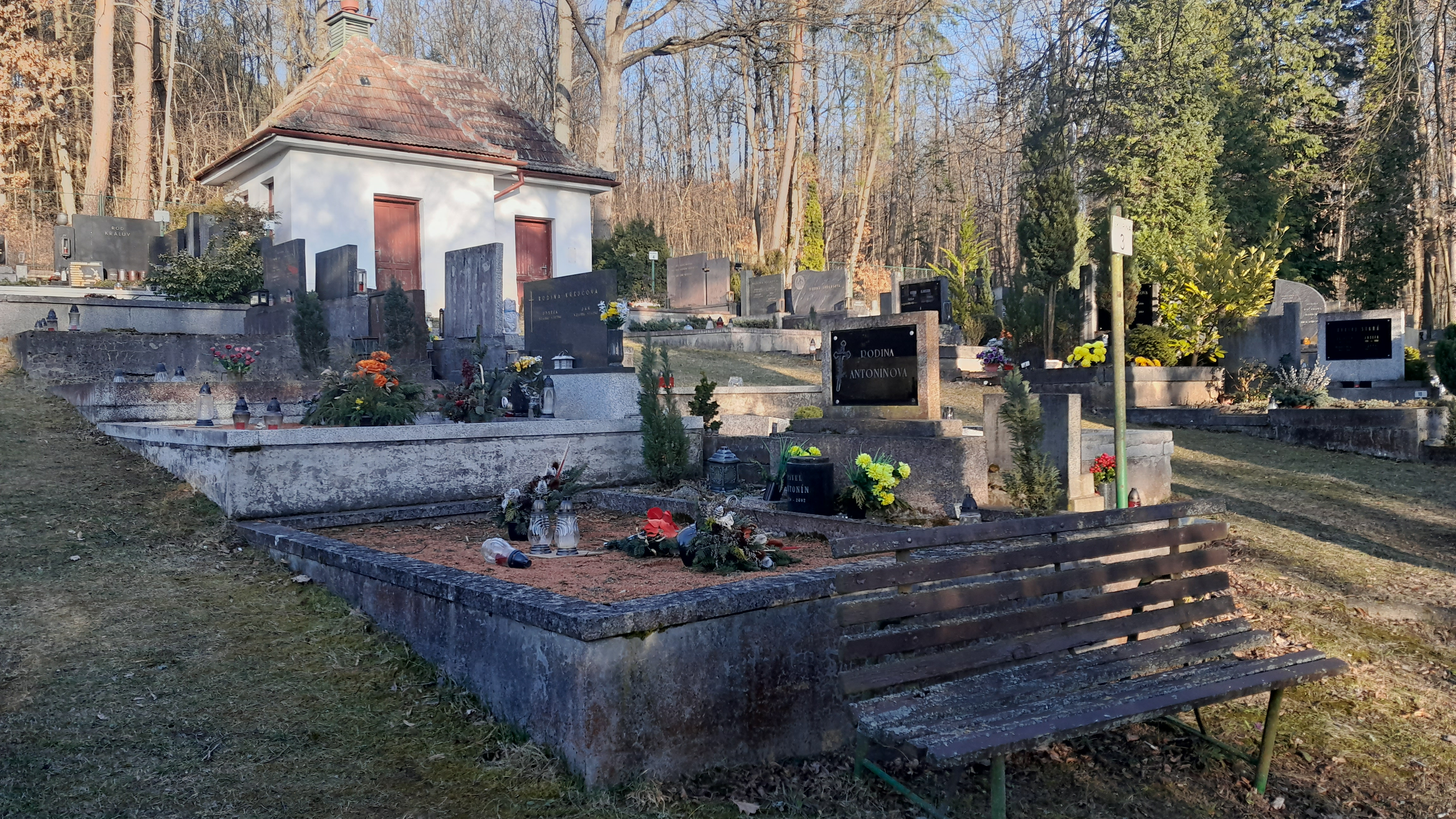
Soběšický hřbitov